# Le Jugement dernier (suiveur de Bosch, Munich)
Le Jugement dernier conservé à l'Alte Pinakothek de Munich est le seul fragment subsistant d'un grand tableau du XVIe siècle. Autrefois attribué à Jérôme Bosch, il est désormais considéré comme l’œuvre d'un suiveur de ce maître.

## Description
Peint à l'huile sur un panneau de chêne, le tableau n'est, malgré sa largeur relativement importante (113 cm, sur 59,6 cm de hauteur), qu'un fragment d'une composition plus grande. En effet, seul le bord droit conserve sa barbe d'origine, tandis que plusieurs personnages et autres détails sont manifestement tronqués sur les trois autres côtés, mais surtout à gauche et en haut.
La scène, peinte sur un fond brun foncé, appartenait de toute évidence au coin inférieur droit d'un Jugement dernier. En effet, conformément à l'iconographie chrétienne de la fin du Moyen Âge, dont les meilleurs exemples sont le polyptyque de Van der Weyden à Beaune et le Jugement dernier de Memling, on y voit les défunts sortir nus de leurs tombes et de leurs linceuls afin d'être jugés, puis ceux d'entre eux qui ont été condamnés pour leurs péchés sont précipités dans les flammes de l'Enfer. Or, ce lieu de damnation est habituellement placé en bas à droite de la composition, donc à la gauche du Christ-juge qui devait dominer la composition entière avant le démembrement de celle-ci.
Le Jour du jugement concerne toute l'humanité, y compris les ecclésiastiques et les grands de ce monde. Le peintre exprime cette croyance en identifiant certains personnages grâce aux attributs propres à leur rang : un roi et un empereur sont ainsi reconnaissables à leurs couronnes, un cardinal à son chapeau rouge, un évêque à sa mitre, un moine ou un clerc à sa tonsure.

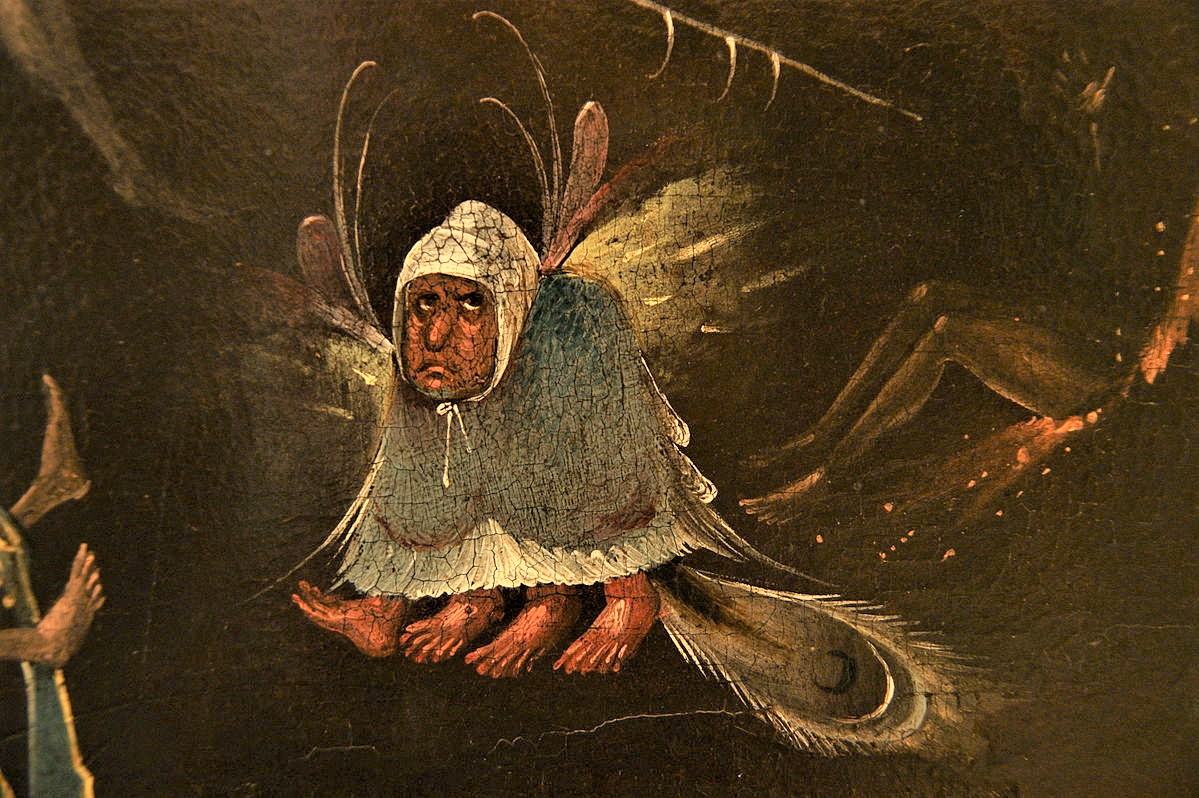
Détail avec un grylle quadrupède.

Les damnés sont entraînés en Enfer par des démons à l'allure grotesque et aux couleurs vives. Certains d'entre eux ont une apparence anthropomorphe plus ou moins monstrueuse tandis que d'autres arborent des éléments zoomorphes (tête de chauve-souris, ailes d'insectes, crête de coq, bec et plumes d'oiseaux). Leur aspect est souvent plus comique qu'inquiétant, à l'image du démon-chauve-souris pétant sur un damné (en haut, au milieu du fragment) ou du petit grylle quadrupède et encapuchonné trottant avec un air renfrogné sur le côté droit.
En bas à gauche, un grand morceau de vêtement bleu pourrait appartenir à la robe ou à la cape de l'archange Michel procédant à la pesée des âmes en dessous du Christ, au centre de la composition. En suivant cette hypothèse, cohérente avec les exemples de Van der Weyden et Memling mentionnés plus haut, on pourrait en déduire que le tableau avait originellement près de trois mètres de large. D'aussi grandes dimensions, peu envisageables concernant un seul panneau, semblent plus adaptées à un polyptyque.
L'équipe du Bosch Research and Conservation Project (BRCP) n'attribue pas la draperie bleue au vêtement de l'archange mais à celui d'un donateur agenouillé, par analogie avec le personnage visible par réflectographie infrarouge sur un coin du panneau central du Jugement dernier de Vienne.

## Datation et historique
L'analyse dendrochronologique démontre que le panneau a pu être réalisé au plus tôt autour de 1443, mais ce terminus post quem n'est pas très utile au sujet de Bosch, vraisemblablement né près d'une décennie après cette date. Les historiens de l'art s'accordent à situer la réalisation de l’œuvre au cours des premières décennies du XVIe siècle.
Ce fragment a été répertorié pour la première fois en 1822. Il faisait alors partie des collections de la Bildergalerie de Nuremberg, avant d'être transféré en 1877 au Germanisches Nationalmuseum de cette même ville et, enfin, à l'Alte Pinakothek de Munich, où il est conservé depuis 1920 et où il a été restauré en 1935-1936.

## Attribution
Avant 1885, le fragment du Jugement dernier était attribué à Brueghel d'Enfer. Il est publié pour la première fois à la fin du XIXe siècle par le directeur du Germanisches Museum, qui y voit tout d'abord la main d'un artiste anonyme des années 1530 avant d'être le premier à l'attribuer à Bosch.
Dans les années 1930, Ernst Buchner et Charles de Tolnay confirment l'attribution à Bosch et identifient l’œuvre à un fragment du Jugement dernier commandé par Philippe le Beau en 1504. De fait, les dimensions documentées (environ 308 cm de largeur) de cette œuvre perdue s'accordent avec les proportions que l'on peut déduire du morceau de vêtement bleu du coin inférieur gauche. Si cette hypothèse a toujours des partisans au début du XXIe siècle, elle a généralement été remise en cause après 1967 en raison des trop grandes différences techniques et stylistiques observables en comparant le fragment munichois aux œuvres de Bosch reconnues comme autographes.
Désormais, la plupart des historiens de l'art n'attribuent plus le fragment munichois qu'à un suiveur de Bosch, peut-être un maniériste anversois actif dans la seconde décennie du XVIe siècle ou après 1520, voire dans les années 1530-1540,, donc après la mort du maître de Bois-le-Duc.

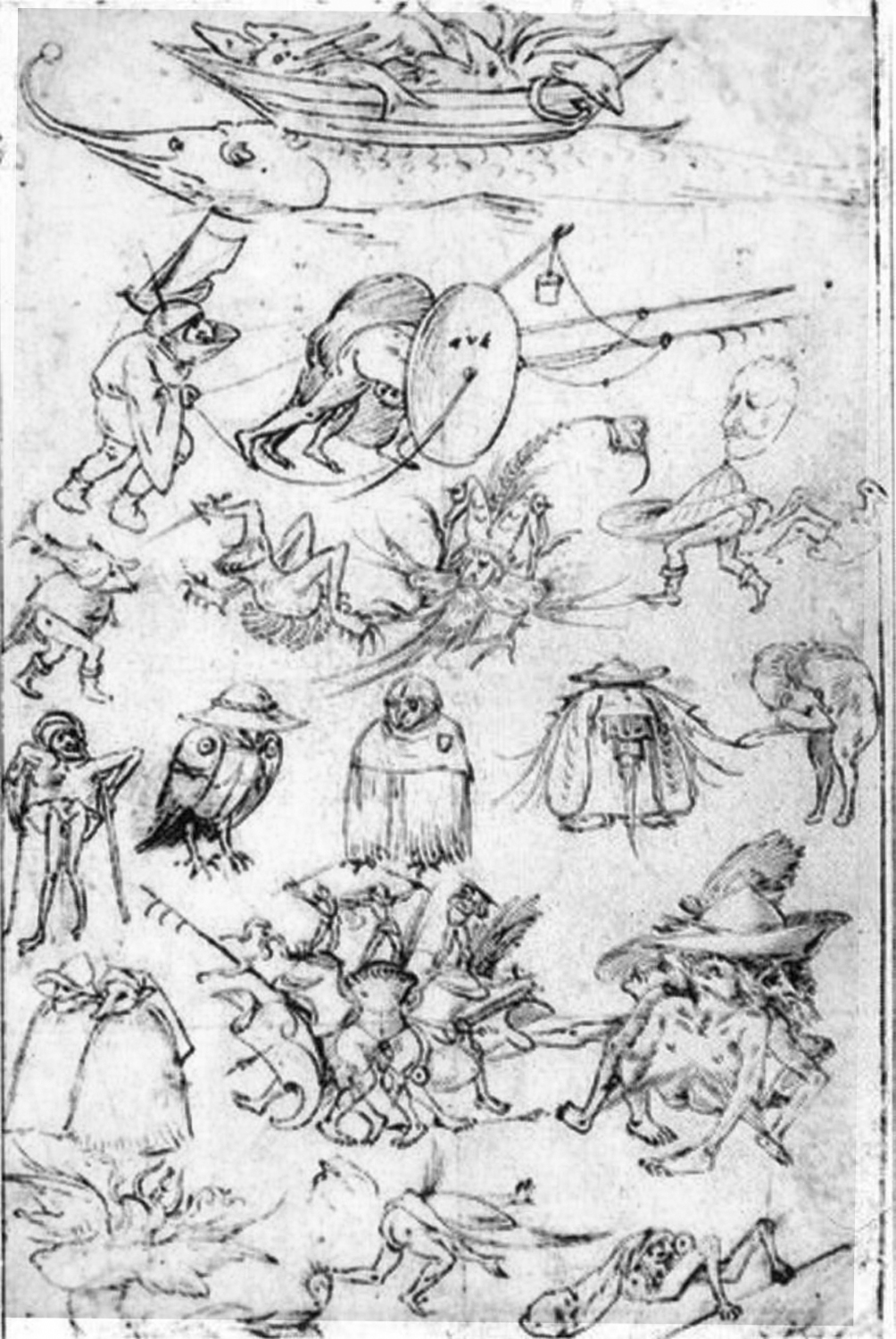
Suiveur de Bosch, Feuille d'étude avec des monstres (revers), plume et encre ocre sur papier, 32.1 cm × 21.1 cm, Oxford, Ashmolean Museum.

Le Jugement dernier de Munich peut être rapproché de deux ou trois autres œuvres autrefois attribuées à Bosch. Une feuille d'étude conservée à l'Ashmolean Museum contient deux créatures du fragment munichois (le petit monstre aux élytres armurées vu de dos et le grylle doryphore peint juste en dessous, ici inversé).
L'autre côté de cette même feuille contient le croquis préparatoire d'un démon chapeauté reconnaissable dans une Tentation de saint Antoine conservée à Bois-le-Duc (collection Van Lanschot). Présentant une similitude stylistique évidente avec le panneau de Munich, elle a vraisemblablement été peinte par le même artiste, qui a ici réutilisé, en guise de support, un panneau commémoratif de la fin du XVe siècle qui représentait des donateurs priant devant Dieu, avec le Christ de douleur et Marie pour intercesseurs (Échelle du salut).
Un troisième tableau, le Christ aux limbes de Philadelphie, peut être rapproché de ce groupe. Portant la signature « P. Christopsen » (peut-être pour contrefaire un tableau du primitif flamand Petrus Christus), il est jugé de qualité inférieure aux panneaux de Munich et de Bois-le-Duc.

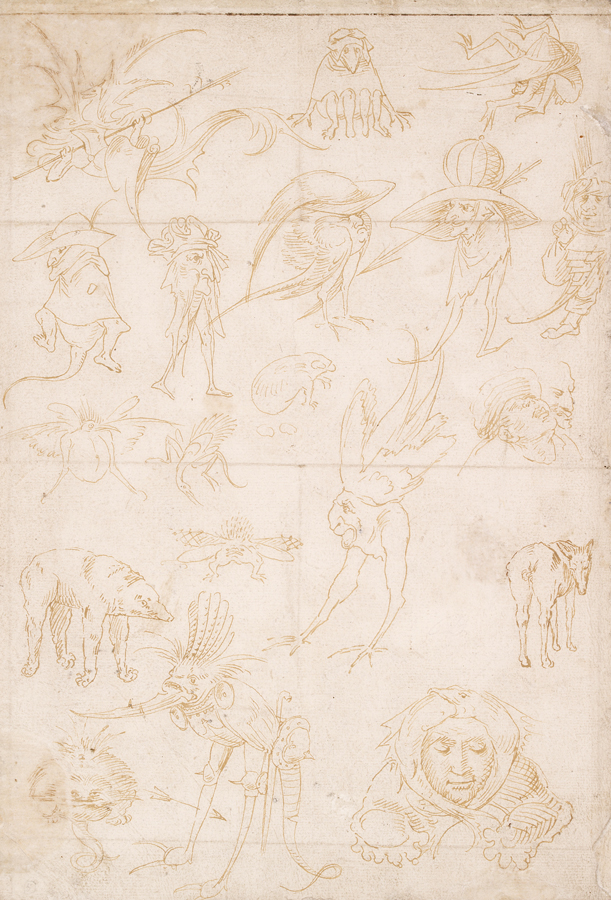
Suiveur de Bosch, Feuille d'étude avec des monstres (face), plume et encre ocre sur papier, 32,1 cm × 21,1 cm, Oxford, Ashmolean Museum.
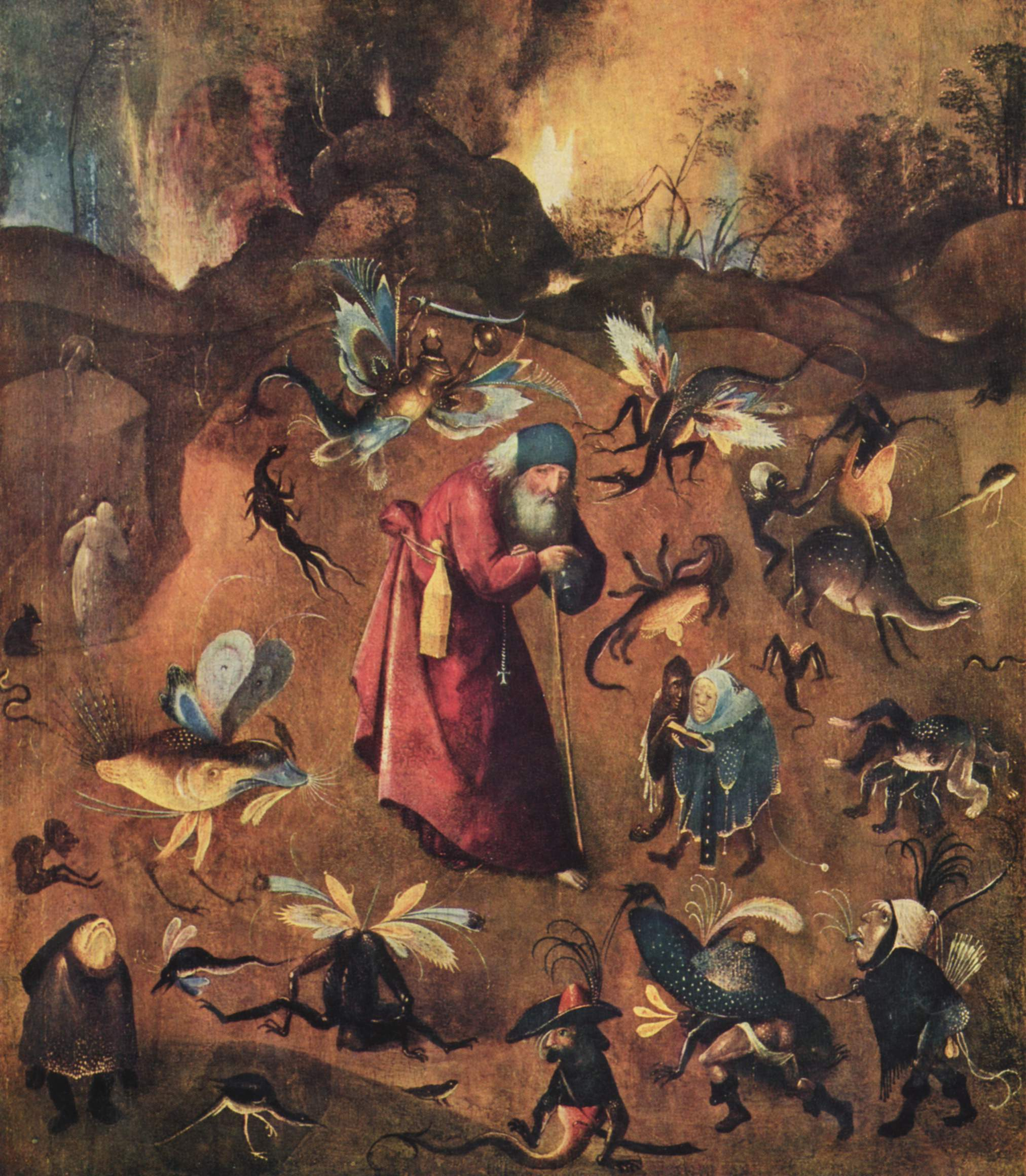
Suiveur de Bosch, La Tentation de saint Antoine, huile sur panneau, 60,1 cm × 52,1 cm, Bois-le-Duc, collection Van Lanschot.
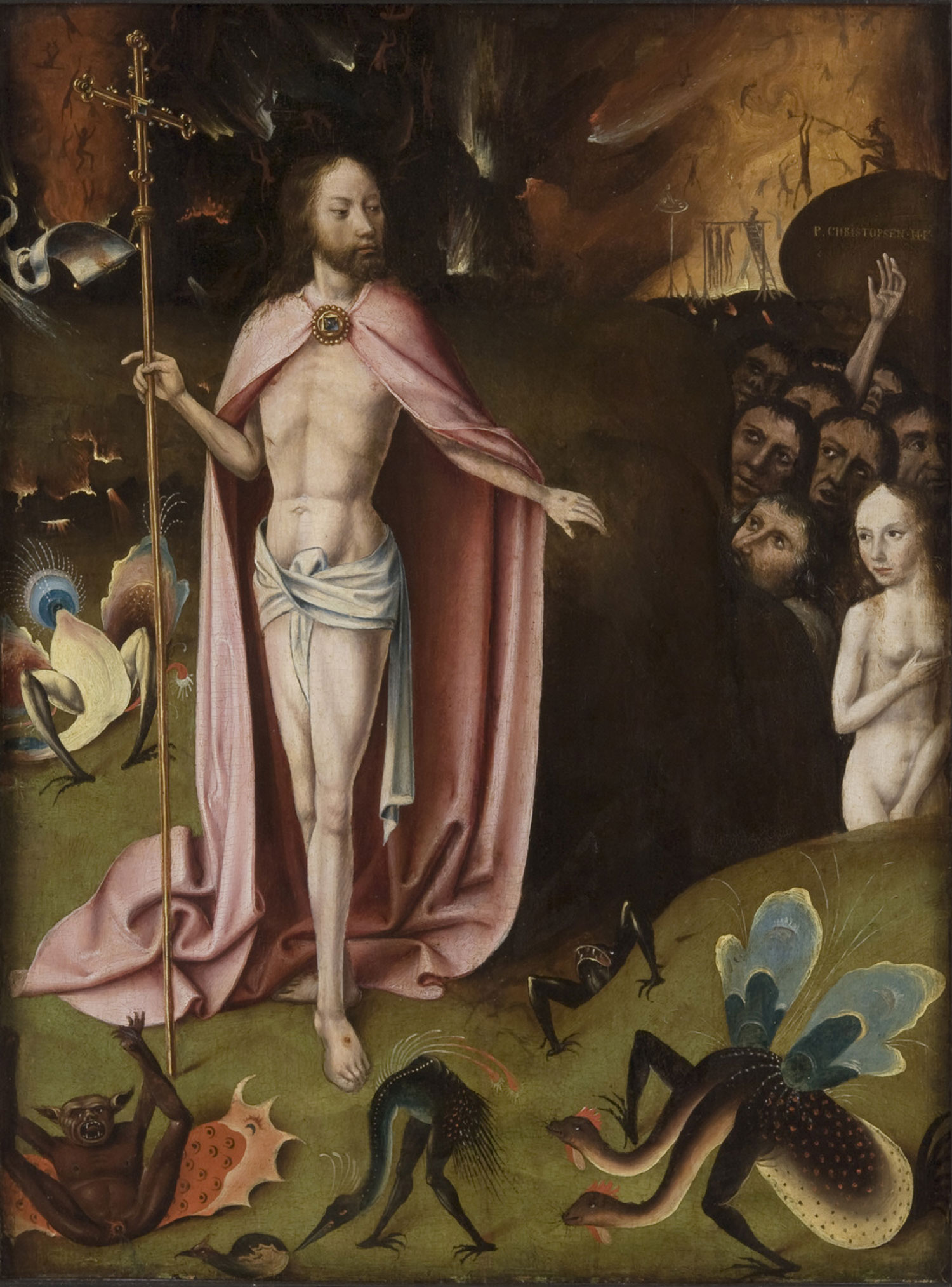
Suiveur de Bosch, Le Christ aux limbes, huile sur panneau, 54,6 cm × 41,4 cm, Philadelphia Museum of Art.